# Północnomacedońscy arcymistrzowie szachowi
Lista północnomacedońskich szachistów, posiadających tytuły arcymistrzów (GM) i arcymistrzyń (WGM), zarówno w grze klasycznej, korespondencyjnej, kompozycji szachowej, jak i w rozwiązywaniu zadań szachowych oraz tytuły arcymistrzów honorowych (HGM), przyznawanych za osiągnięcia w przeszłości. Obejmuje także zawodników, którzy barwy Macedonii reprezentowali tylko w pewnym okresie swojego życia.

## Szachy klasyczne

### arcymistrzowie
| Zawodnicy           | Rok urodzenia | Rok śmierci | Rok nadania | Uwagi                      |
| ------------------- | ------------- | ----------- | ----------- | -------------------------- |
| Włatko Bogdanowski  | 1964          |             | 1993        | wcześniej Jugosławia       |
| Ałeksandar Czołowiḱ | 1976          |             | 2013        | wcześniej Jugosławia       |
| Kirił Georgiew      | 1965          |             | 1984        | do 2002 i od 2005 Bułgaria |
| Władimir Georgiew   | 1975          |             | 2000        | do 2002 Bułgaria           |
| Dragolub Jaczimowiḱ | 1964          |             | 2001        | wcześniej Jugosławia       |
| Rołando Kutirow     | 1962          |             | 1996        | wcześniej Jugosławia       |
| Nikoła Mitkow       | 1971          |             | 1993        | wcześniej Jugosławia       |
| Toni Najdoski       | 1970          |             | 1998        | wcześniej Jugosławia       |
| Trajcze Nediew      | 1973          |             | 2001        | wcześniej Jugosławia       |
| Zwonko Stanojoski   | 1964          |             | 2004        | wcześniej Jugosławia       |

## Kompozycja szachowa

### arcymistrzowie
| Zawodnicy      | Rok urodzenia | Rok śmierci | Rok nadania | Uwagi |
| -------------- | ------------- | ----------- | ----------- | ----- |
| Żiwko Janewski | ?             |             | 1996        |       |